# دوري الدرجة الأولى الأرجنتيني 1915
دوري الدرجة الأولى الأرجنتيني 1915 (بالإسبانية: Campeonato de Primera División 1915)‏ هو الموسم 24 من دوري الدرجة الأولى الأرجنتيني. أشرف على تنظيمه اتحاد الأرجنتين لكرة القدم، وكان عدد الأندية المشاركة فيه 25، وفاز فيه نادي راسينغ.